# 聶雲台
聶 雲台（じょう うんだい）は、中華民国・中華人民共和国の実業家・教育者。恒豊紡績工廠など紡績工場の経営者として名高く、上海共同租界の名士として、また職業教育の推進者としても活躍した。名は其杰だが、近年はむしろ字の雲台で知られる。祖籍は湖南省衡陽府衡山県。

## 事績

### 実業家としての台頭
1893年（光緒19年）、童試を受験し、秀才となった。しかし後に新学に転じ、外国人から英語・電気・化学などを学んでいる。1904年（光緒30年）、復泰公司で経理となり、1908年（光緒34年）に復泰公司が華新紡績新局を買収し、これを恒豊紡績新局と改名すると、聶雲台がその総理となった。
中華民国建国後の1917年（民国6年）、聶雲台は黄炎培と共に上海で中華職業教育社の結成に参加し、聶雲台は臨時幹事となった。第一次世界大戦終結後、聶雲台は恒豊紡績新局の施設拡充に乗り出し、新型の紡績機を導入して生産規模を拡大し、工場を増築している。その後、上海共同租界工部局で中国側の顧問・教育委員を歴任した他、復旦大学校董や中華文化教育基金会董事など教育界での活動に積極的に参与している。
1920年（民国9年）5月、聶雲台は永利鹸廠董事となり、同年には上海に職業学校を創設した。さらに、上海総商会会長や全国紗廠聯合会副会長にも当選している。これ以後も積極的な事業展開に乗り出し、王正廷らと華豊紡績公司、張謇らと中国鉄鋼廠、孔祥熙・陳光甫らと中美貿易公司などの企業を次々と創立し、いずれでも幹部を務めた。

### 失意からの復帰
しかし1923年（民国12年）以降になると、外国資本の中国進出が相次ぎ、聶雲台が経営に参与する企業はいずれも苦境に追い込まれ、大きな損失を被っている。失意の余り、1926年（民国15年）に聶雲台は上海共同租界に退き、工部局董事・顧問の肩書きは有しながらも、実際には仏教信仰の生活に入った。翌1927年（民国16年）、恒豊紡績工廠や華豊紡績公司はいずれも日本企業に買収され、中国鉄鋼廠も1932年（民国21年）の第一次上海事変で戦火により消失してしまう。
日中戦争終結後になり、ようやく聶雲台は経済界での活動を再開する。恒豊紡績工廠の経営権を回復し、さらに会社組織を有限公司（有限会社）に改組した。中華人民共和国建国後も聶は大陸に留まって工廠の経営に専念し、晩年は生産・経営も軌道に乗っている。
1953年12月12日、上海市にて死去。享年74（満73歳）。